# كنيسة العقبة
كنيسة العقبة هي كنيسة من القرن الثالث الميلادي وتعتبر أقدم كنيسة في العالم أي بكونها أقدم بناء مسيحي مخصص للعبادة بينما كانت سابقاتها مبانٍ محولة عن إستخدامات أو ديانات أخرى. تم اكتشافها بسنة 1998 وتم تحديد تاريخ بنائها عامي 293م-303م بعد الميلاد. مما يجعلها  أقدم قليلاً من كنيسة القيامة في القدس وكنيسة المهد في بيت لحم، فكلتاهما ترجعان إلى القرن الرابع بعد الميلاد. لا يعلم بالضبط لأي طائفة أو فكر مسيحي إنتمى أتباعها، إلا أنه ورد ذكر بيريلوس (Beryllus) قس إيلة على أنه من الذين حضروا مجمع خلقدونية بسنة 451 م
من المحتمل أن يكون موقعها المحيطي داخل الإمبراطورية الرومانية قد أنقذها من الدمار أثناء الاضطهاد الكبير الذي اندلع بعد سنوات قليلة من بناء الكنيسة.

## الإكتشاف وتحديد العمر
تم اكتشافها بشهر حزيران 1998، وتم العثور على لقى فخارية يرجع عمرها إلى ما بين 293م-303م أي في نهايات القرن الثالث وبدايات القرن الرابع. وكانت أعمال الحفريات تتم على يد فريقِ من جامعة ولاية كارولاينا الشمالية. عُثر بالقرب منها على 24 هيكلاً عظمياً بداخل قبور بسيطة الصنع إحتوى أحد القبور على صليباً نحاسياً.
وسرعان ما أدرك علماء الآثار تفرد الكنيسة بأسلوبها المعماري الأمر الذي دحض التصور السائد لدى المؤرخين بأن أقدم الكنائس في الأردن تعود جميعها إلى أواخر القرن الرابع. لم تكن الكنائس القديمة المكتشفة في أجزاء أخرى من العالم تستخدم في الأصل على هذا النحو، ومن الأمثلة الشهيرة على ذلك الكنيسة المنزلية التي تعود إلى القرن الثالث في دورا يوروبوس.
حدد عالم الآثار في جامعة ولاية كارولينا الشمالية س. توماس باركر، الذي قاد عمليات التنقيب، المبنى على أنه كنيسة بناءً على شكله البازيليكي واتجاهه شرقًا وبعض الاكتشافات المحددة مثل المصابيح الزجاجية. واحتوت إحدى المقابر من المقبرة المجاورة على أجزاء من صليب برونزي، مما يشير إلى أنها تخص أحد المسيحيين. تم توثيقه أنه في عام 325 في مجمع نيقية الأول كان أسقف أيلا من بين المشاركين. أيلا هو الاسم الروماني والبيزنطي للعقبة، ووجود أسقف يشير إلى أن أيلا كان بها عدد كبير من السكان المسيحيين في ذلك الوقت. هناك كنائس أحدث قليلاً من الطوب اللبن ولكن مبنية بشكل مماثل معروفة في مصر.

## السياحة في الموقع الأثري
يقصد الموقع نسبة سياح من مختلف الجنسيات العربية والأجنبية بالإضافة إلى الزوار من داخل المنطقة والتي تأتي بشكل متقطع. حيث لا توجد رسوم دخول إلى موقع الآثار. وإن عدم وجود لوحات للإرشاد في المدينة تدل على وجود الكنيسة وعدم قيام سلطة منطقة العقبة ووزارة السياحة والآثار للترويج للمكان، دفع المواطنين للمطالبة بوضع كنيسة العقبة على البرامج السياحية التي تأتي بالوفود إلى المدينة فهي غائبة عن المكاتب السياحية.

## تاريخ
بنيت كنيسة العقبة في أواخر القرن الثالث أو بداية القرن الرابع كما تدل على ذلك المكتشفات الفخارية في أساساتها. يعود تاريخ مرحلتها الأولى إلى ما بين 293 و303، مما يجعلها أقدم من كنيسة القيامة في القدس وكنيسة المهد في بيت لحم وكلاهما بُنيا في أواخر عشرينيات القرن الثالث. إنه يسبق اضطهاد دقلديانوس ضد المسيحيين في 303-313، وهو واحد من أعظم الاضطهاد في التاريخ الروماني والذي يبدو أن المبنى مهجور خلاله. أدى الاضطهاد الكبير إلى إزالة العديد من المباني المسيحية في المنطقة. تُعزى حالة هذه الكنيسة المحفوظة جيدًا إلى موقعها المحيطي داخل الإمبراطورية الرومانية. في وقت ما بين نهاية موجة اضطهاد دقلديانوس وعام 330 تم تجديد الكنيسة وبقيت قيد الاستخدام حتى تدميرها خلال الزلزال الكارثي عام 363. تم تأريخ زوالها على أساس أحدث العملات المعدنية التي عثر عليها عالم الآثار هناك والتي هي من 337-361. بمجرد التخلي عن المبنى المدمر سرعان ما امتلأ بالرمال التي تحملها الرياح، مما ساعد في الحفاظ على جدرانه على ارتفاع ملحوظ.

## البناء

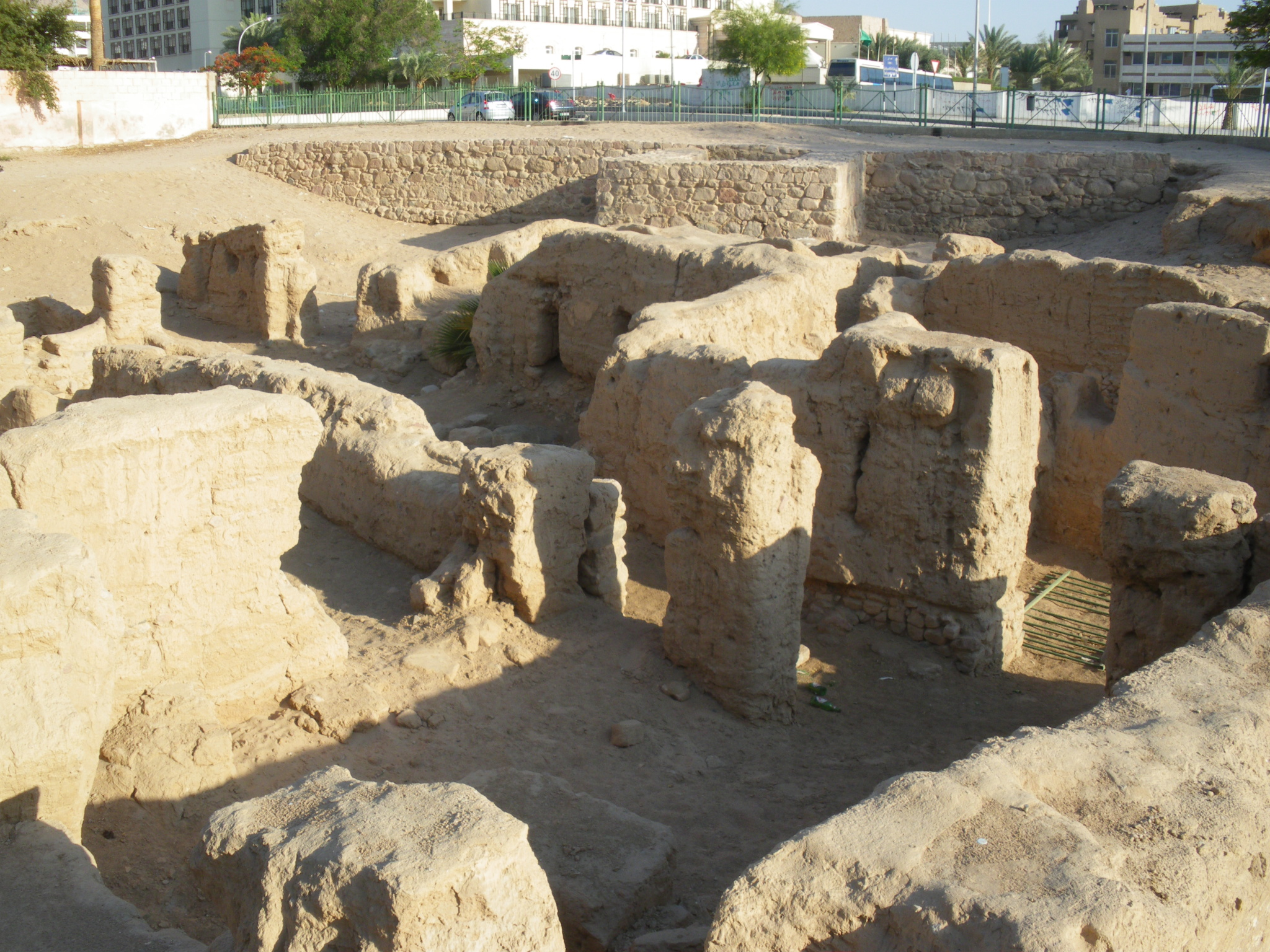
أنقاض كنيسة العقبة المبكرة وفي الخلف سور المدينة من العصر البيزنطي

توصف الكنيسة على أنها ذات نظام بازيليكي، وجهتها إلى الشرق، وغير منتظمة التخطيط، قياسها (16 م × 26م)، بنيت من الحجر والطوب الطيني وغطيت جدرانها الداخلية بالألون، ويعتقد إنها كانت ذات طابقين.

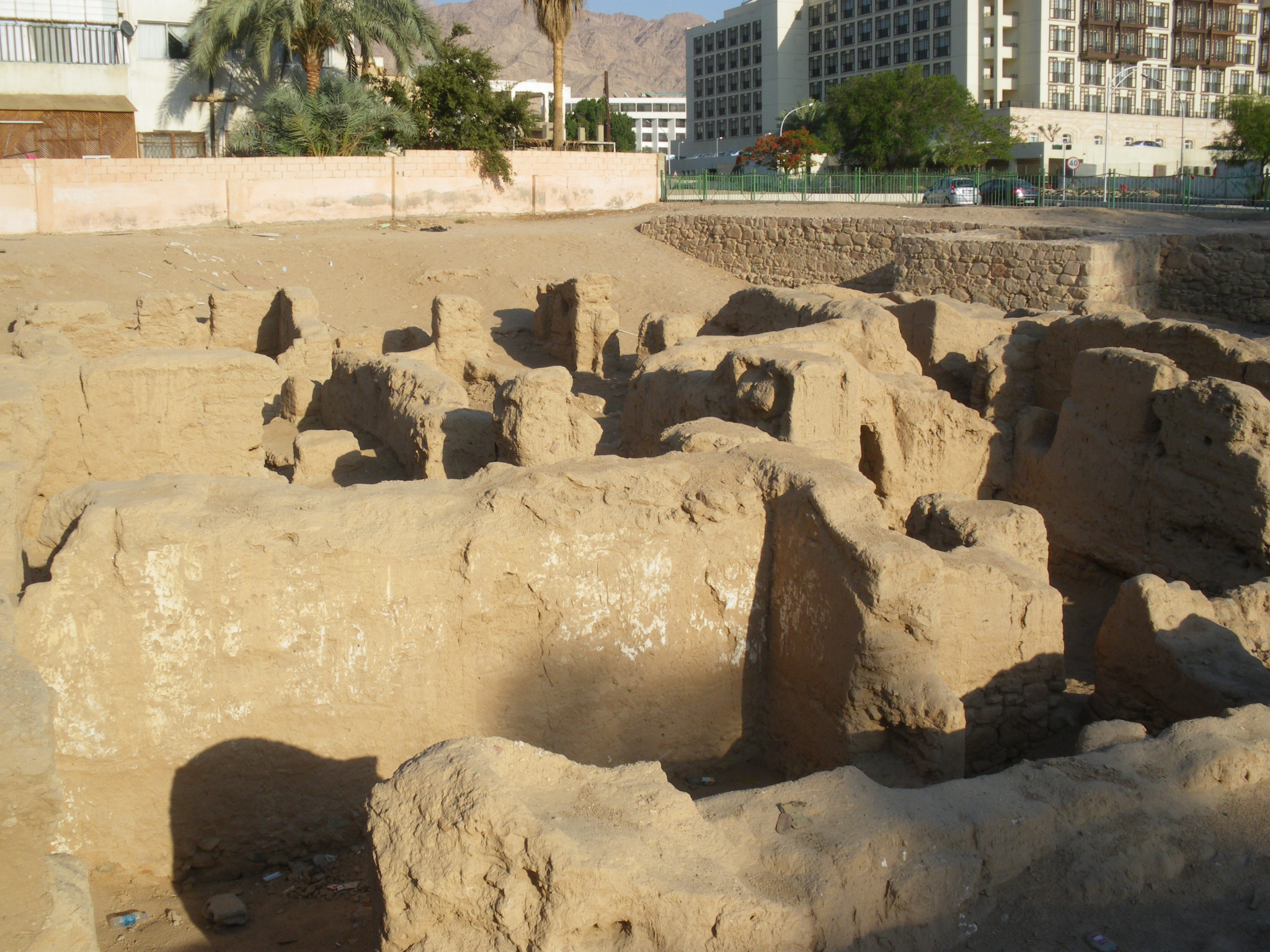
آثار الكنيسة

كان أسقف من أيلة (اسم المدينة القديمة التي أنشئت بالقرب من مركز مدينة العقبة الحالية) حاضراً في مجمع نيقية الذي بدأه الإمبراطور الروماني قسطنطين عام 325 لمناقشة طبيعة الثالوث ومسائل لاهوتية أخرى. يشير وجود أسقف أيلا إلى أن مجتمع المدينة كان له بعض الأهمية بالفعل وقد كان المبنى على شكل كاتدرائية كبيرة ذات ثلاثة ممرات مع رواق. تبلغ أبعادها 85 قدمًا في 53 قدمًا، ومن المحتمل أن يكون لها صحن وممرات مقببة ولها أبواب مقوسة. تظهر آثار الطلاء الأحمر والأسود على الجص الأبيض على جانب واحد من صحن الكنيسة، ولكن لا يوجد تمثيل مرسوم يمكن تحديده. تشير بقايا الدرج وهي سبع درجات حجرية إلى أنه كان مكون من طابق ثانٍ. انتهى صحن الكنيسة بمنطقة مذبح تليها حنية مستطيلة. وقد اكتشف علماء الآثار جدرانًا يصل ارتفاعها إلى 4.5 متر (15 قدمًا) وأساسات شاشة مذبح وصندوق تجميع به عملات معدنية وأجزاء من مصابيح زيتية مصنوعة من الزجاج ومقبرة بها 24 هيكلًا عظميًا بجوار الكنيسة مباشرةً. لم يتم التنقيب عن الجوقة بالكامل، لكنها تشير إلى مرحلتين من الأساسات.
كانت الكنيسة تتسع في البداية لحوالي 60 مصليًا، وتم توسيعها بعد اضطهاد دقلديانوس لتستوعب ما يصل إلى 100 مصلي.
يعزى هجر الكنيسة إلى الزلزال المدمر الذي ضرب المشرق والذي عرف بزلزال الجليل بسنة 363 للميلاد والذي يعتقد بأنه سبب تهدمها.

## الكنائس القديمة الأخرى
- كنيسة رحاب الأثرية في الأردن وقد بنيت حوالي عام 230.
- كنيسة دورا أوروبوس في سوريا وقد بنيت حوالي 230-240، وتم إخلاؤها عندما استولى الفرس على المدينة عام 256.
- كنيسة القيامة في القدس عام 325.
- كنيسة المهد في بيت لحم عام 333.
- كنائس مختلفة ذات بناء مماثل في مصر وإسرائيل في القرن الرابع.
- كنيسة الجبيل (الجبيل - المملكة العربية السعودية).